# Sporting Clube de Braga
L'Sporting Clube de Braga també conegut com a Sporting Braga, és un club esportiu portuguès de la ciutat de Braga. Va ser fundat el 1921. Ha jugat 51 vegades a la primera divisió (2007). La seva millor classificació ha estat un quart lloc en set ocasions. Són coneguts com l'Arsenal del Miño des que l'antic entrenador Josef Szabo tornà d'un partit a Highbury als anys 30 i va convèncer el seu antic club de canviar la samarreta verda per una vermella i blanca com la de l'Arsenal FC anglès. El club també canvià el nom del seu equip de joves pel d'Arsenal do Braga.

## Símbols
Uniforme
- Uniforme titular: Samarreta vermella amb mànigues blanques, pantalons blancs i mitges vermelles.
- Uniforme alternatiu: Samarreta blanca, pantalons vermells i mitges blanques.

## Estadi
L'equip juga els seus partits com a local a l'Estádio Municipal de Braga que té una capacitat per a 30.200 espectadors i està situat en una antiga pedrera. Dissenyat per l'arquitecte Eduardo Souto de Moura i construït per l'Eurocopa de Portugal 2004 guanyà un Premi FAD d'arquitectura l'any 2005.

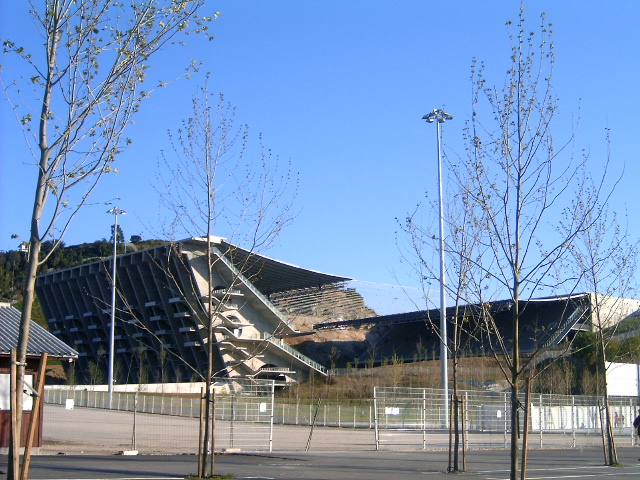
Estadi AXA

## Palmarès

### Tornejos nacionals
- Copa de Portugal (3): 1965-66, 2015-16, 2020-21
- Copa de la Lliga de Portugal (3): 2012-13, 2019-20, 2023-24
- Liga de Honra (2): 1946–47, 1963–64
- Taça FPF (1): 1976–77

### Tornejos internacionals
- Copa Intertoto de la UEFA (1): 2008
- Subcampió de la UEFA Europa League (1): 2010-11.

## Futbolistes

### Plantilla actual
A 25 juliol 2025
| N. | Pos. | Nac. | Jugador                                             |
| -- | ---- | --- | --------------------------------------------------- |
| 1  | POR  | [[Fitxer:Flag of the Czech Republic.svg\|23x15px\|border \|alt=Txèquia\|link=Selecció de futbol de la República Txeca\|{{#if:\|]] | Lukáš Horníček                                      |
| 2  | DEF  | [[Fitxer:Flag of Catalonia.svg\|23x15px\|border \|alt=Catalunya\|link=Selecció de futbol de Catalunya\|{{#if:\|]]                 | Víctor Gómez                                        |
| 3  | DEF  | [[Fitxer:Flag of Brazil.svg\|23x15px\|border \|alt=Brasil\|link=Selecció de futbol del Brasil\|{{#if:\|]]                         | Robson Bambu                                        |
| 4  | DEF  | [[Fitxer:Flag of Mali.svg\|23x15px\|border \|alt=Mali\|link=Selecció de futbol de Mali\|{{#if:\|]]                                | Sikou Niakaté                                       |
| 6  | MIG  | [[Fitxer:Flag of Brazil.svg\|23x15px\|border \|alt=Brasil\|link=Selecció de futbol del Brasil\|{{#if:\|]]                         | Vitor Carvalho                                      |
| 7  | DAV  | [[Fitxer:Flag of Portugal.svg\|23x15px\|border \|alt=Portugal\|link=Selecció de futbol de Portugal\|{{#if:\|]]                    | Roger Fernandes                                     |
| 8  | MIG  | [[Fitxer:Flag of Portugal.svg\|23x15px\|border \|alt=Portugal\|link=Selecció de futbol de Portugal\|{{#if:\|]]                    | João Moutinho (2n capità)                           |
| 9  | DAV  | [[Fitxer:Flag of Morocco.svg\|23x15px\|border \|alt=Marroc\|link=Selecció de futbol del Marroc\|{{#if:\|]]                        | Amine El Ouazzani                                   |
| 10 | MIG  | [[Fitxer:Flag of Uruguay.svg\|23x15px\|border \|alt=Uruguai\|link=Selecció de futbol de l'Uruguai\|{{#if:\|]]                     | Rodrigo Zalazar                                     |
| 11 | DAV  | [[Fitxer:Flag of Spain.svg\|23x15px\|border \|alt=Espanya\|link=Selecció de futbol d'Espanya\|{{#if:\|]]                          | Ismaël Gharbi                                       |
| 12 | POR  | [[Fitxer:Flag of Portugal.svg\|23x15px\|border \|alt=Portugal\|link=Selecció de futbol de Portugal\|{{#if:\|]]                    | Tiago Sá                                            |
| 14 | DEF  | [[Fitxer:Flag of Sweden.svg\|23x15px\|border \|alt=Suècia\|link=Selecció de futbol de Suècia\|{{#if:\|]]                          | Gustaf Lagerbielke                                  |
| 15 | DEF  | [[Fitxer:Flag of Portugal.svg\|23x15px\|border \|alt=Portugal\|link=Selecció de futbol de Portugal\|{{#if:\|]]                    | Paulo Oliveira (4t capità)                          |
| 17 | MIG  | [[Fitxer:Flag of Brazil.svg\|23x15px\|border \|alt=Brasil\|link=Selecció de futbol del Brasil\|{{#if:\|]]                         | Gabriel Moscardo (cedit pel Paris Saint-Germain FC) |
| 18 | DAV  | [[Fitxer:Flag of Catalonia.svg\|23x15px\|border \|alt=Catalunya\|link=Selecció de futbol de Catalunya\|{{#if:\|]]                 | Pau Víctor                                          |
| 19 | DEF  | [[Fitxer:Flag of Spain.svg\|23x15px\|border \|alt=Espanya\|link=Selecció de futbol d'Espanya\|{{#if:\|]]                          | Adrián Marín                                        |

| N. | Pos. | Nac. | Jugador                |
| -- | ---- | --- | ---------------------- |
| 20 | MIG  | [[Fitxer:Flag of Côte d'Ivoire.svg\|23x15px\|border \|alt=Costa d'Ivori\|link=Selecció de futbol de la Costa d'Ivori\|{{#if:\|]]                                                            | Mario Dorgeles         |
| 21 | DAV  | [[Fitxer:Flag of Portugal.svg\|23x15px\|border \|alt=Portugal\|link=Selecció de futbol de Portugal\|{{#if:\|]]                                                                              | Ricardo Horta (capità) |
| 22 | MIG  | [[Fitxer:Flag of Uruguay.svg\|23x15px\|border \|alt=Uruguai\|link=Selecció de futbol de l'Uruguai\|{{#if:\|]]                                                                               | Thiago Helguera        |
| 23 | DAV  | [[Fitxer:Flag of the Democratic Republic of the Congo.svg\|23x15px\|border \|alt=República Democràtica del Congo\|link=Selecció de futbol de la República Democràtica del Congo\|{{#if:\|]] | Simon Banza            |
| 26 | DEF  | [[Fitxer:Flag of Germany.svg\|23x15px\|border \|alt=Alemanya\|link=Selecció de futbol d'Alemanya\|{{#if:\|]]                                                                                | Bright Arrey-Mbi       |
| 27 | MIG  | [[Fitxer:Flag of Senegal.svg\|23x15px\|border \|alt=Senegal\|link=Selecció de futbol del Senegal\|{{#if:\|]]                                                                                | Djibril Soumaré        |
| 29 | MIG  | [[Fitxer:Flag of France (1794–1815, 1830–1974).svg\|23x15px\|border \|alt=França\|link=Selecció de futbol de França\|{{#if:\|]]                                                             | Jean-Baptiste Gorby    |
| 33 | DAV  | [[Fitxer:Flag of Portugal.svg\|23x15px\|border \|alt=Portugal\|link=Selecció de futbol de Portugal\|{{#if:\|]]                                                                              | João Marques           |
| 36 | POR  | [[Fitxer:Flag of Morocco.svg\|23x15px\|border \|alt=Marroc\|link=Selecció de futbol del Marroc\|{{#if:\|]]                                                                                  | Alaa Bellaarouch       |
| 39 | DAV  | [[Fitxer:Flag of the Valencian Community (2x3).svg\|23x15px\|border \|alt=País Valencià\|link=Selecció de futbol del País Valencià\|{{#if:\|]]                                              | Fran Navarro           |
| 50 | MIG  | [[Fitxer:Flag of Portugal.svg\|23x15px\|border \|alt=Portugal\|link=Selecció de futbol de Portugal\|{{#if:\|]]                                                                              | Diego Rodrigues        |
| 53 | DEF  | [[Fitxer:Flag of Portugal.svg\|23x15px\|border \|alt=Portugal\|link=Selecció de futbol de Portugal\|{{#if:\|]]                                                                              | Jónatas Noro           |
| 55 | DEF  | [[Fitxer:Flag of Portugal.svg\|23x15px\|border \|alt=Portugal\|link=Selecció de futbol de Portugal\|{{#if:\|]]                                                                              | Francisco Chissumba    |
| 67 | DAV  | [[Fitxer:Flag of Portugal.svg\|23x15px\|border \|alt=Portugal\|link=Selecció de futbol de Portugal\|{{#if:\|]]                                                                              | Afonso Patrão          |
| 77 | DAV  | [[Fitxer:Flag of Catalonia.svg\|23x15px\|border \|alt=Catalunya\|link=Selecció de futbol de Catalunya\|{{#if:\|]]                                                                           | Gabri Martínez         |
| 80 | DAV  | [[Fitxer:Flag of Portugal.svg\|23x15px\|border \|alt=Portugal\|link=Selecció de futbol de Portugal\|{{#if:\|]]                                                                              | João Vasconcelos       |

## Jugadors històrics destacats
- Vítor Castanheira
- Hugo Leal
- Paulo Santos
- João Vieira Pinto
- João Tomás
- Ricardo Rocha
- Tiago
- Luis Filipe
- Nunes
- Quim
- César Peixoto
- Miguelito
- João Pereira
- Carlos Secretário
- Jordão
- Andrés Madrid
- Roland Linz
- Stéphane Demol
- Elpídio Silva
- Jorginho
- Pablo Contreras
- Miklós Fehér
- Eli Ohana
- Ilan Bakhar
- Andrija Delibašić
- Nabil Baha
- Armando Sá
- Nordin Wooter
- Abiodun Agunbiade
- Dominic Foley
- Jorge Brítez
- Alberto Rodriguez
- Hussain Yasser
- Faye Fary
- Hans Eskilsson
- Johnny Rödlund

## Entrenadors destacats
- Manuel Cajuda
- Jesualdo Ferreira
- Jorge Costa
- Josef Szabo
- Manuel Machado